# Рамбује овца
Рамбује овце су настале у Француској. Историја ових оваца је почела пре више од два века. Развој ове расе је почео 1786. године. Раса ових оваца има порекло од чувених "Мерино" оваца, које су познате од најстаријих времена као произвођачи најбоље вуне на свету. Шпанска влада се заштитнички опходила према својим стадима, до те мере да је сваки извоз био забрањен. Међутим, ова политика се променила 1786. године, када је тадашњи шпански краљ одобрио захтев Француске владе и послао 359 пажљиво одабраних оваца и овнова како би побољшали генетски састав Француског стада. Овце су послате на фарму у околини Париза, где се према владиним подацима гаје од 1801. године. Први увоз ове расе у Сједињеним Америчким Државама је био око 1840. године.
Рамбује овце су посебно популарне западним државама због своје фине вуне. Ова раса је препознатљива по својим вунастим ногама и белом лицу. Раса ових оваца има угласто-коцкаст тип тела. Лице им је без вуне око очију како би се осигурао добар вид. Уши су им средње дужине, без претеране пигментације.Њихово руно расте око 8,9cm годишње. Рамбује овнови теже између 113-135kg, а овце су у распону од 68-90kg, у зрелом добу. Руно зрелих оваца варира од 3,6-8,1kg са приносом од 35% до 55%. Ове расе су обично поткресане (немају рогове), што је пожељно за многе пастире. Рамбује пасимна овца има изузетно дуг узгојни период, што је особина која се вреднује код комерцијалних фармера. Млечност ових оваца је слаба, дају онолико млека колико је потребно да се јагње исхрани. Због добрих особина ова раса је извожена и у другим земљама, где се најчешће користила као мелиоратор или су на бази њих селекционисани нови типови ових оваца.